# Tostadora

Tostadora moderna con un control de temperatura variable

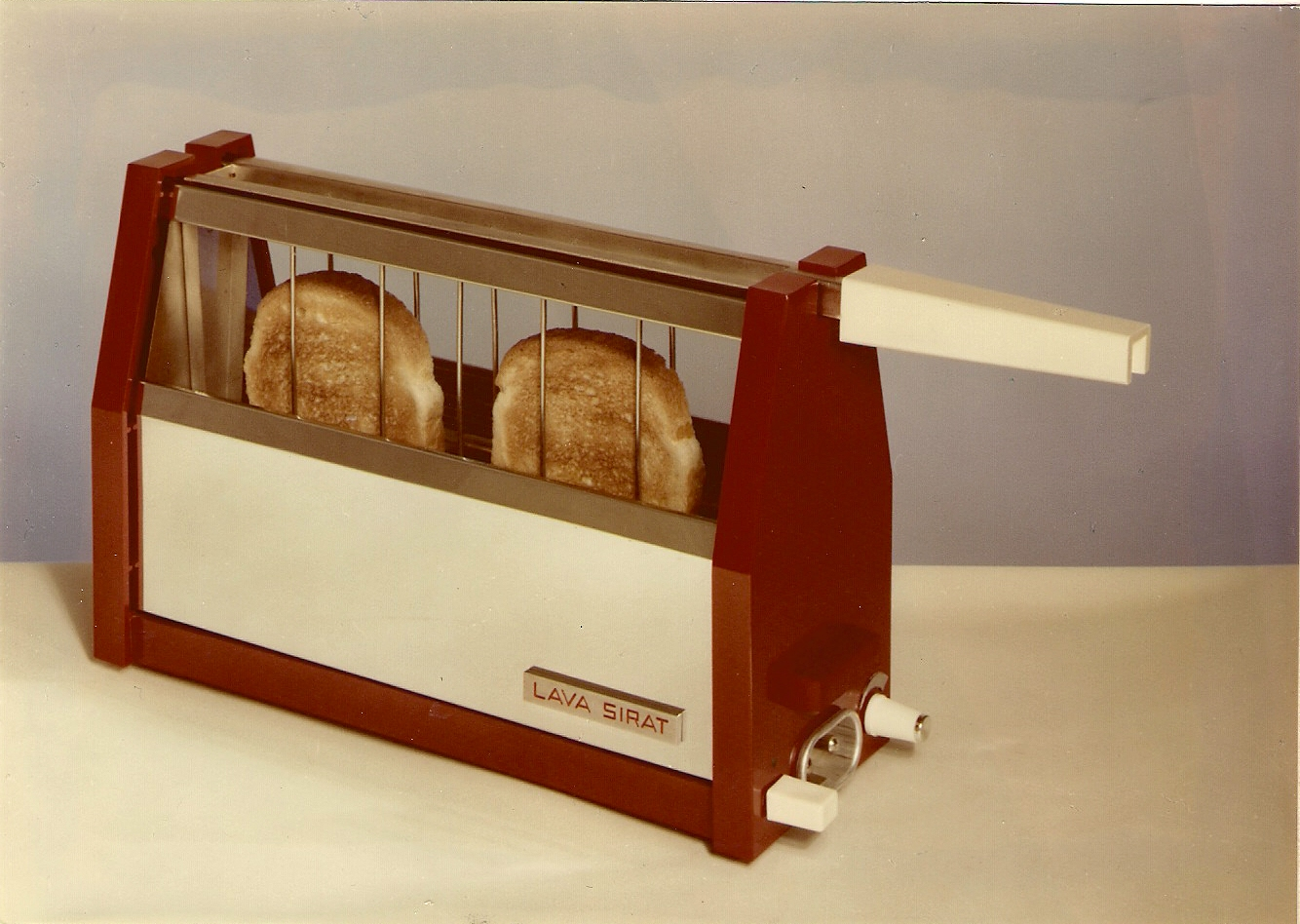
Tostadora antigua con dos rebanadas de pan ya tostadas

Una tostadora o tostador es un pequeño aparato, habitualmente un electrodoméstico, que sirve para tostar rebanadas de pan. A una rebanada de pan sometida a la acción de una tostadora se le llama una tostada.

## Tostador de hojalata

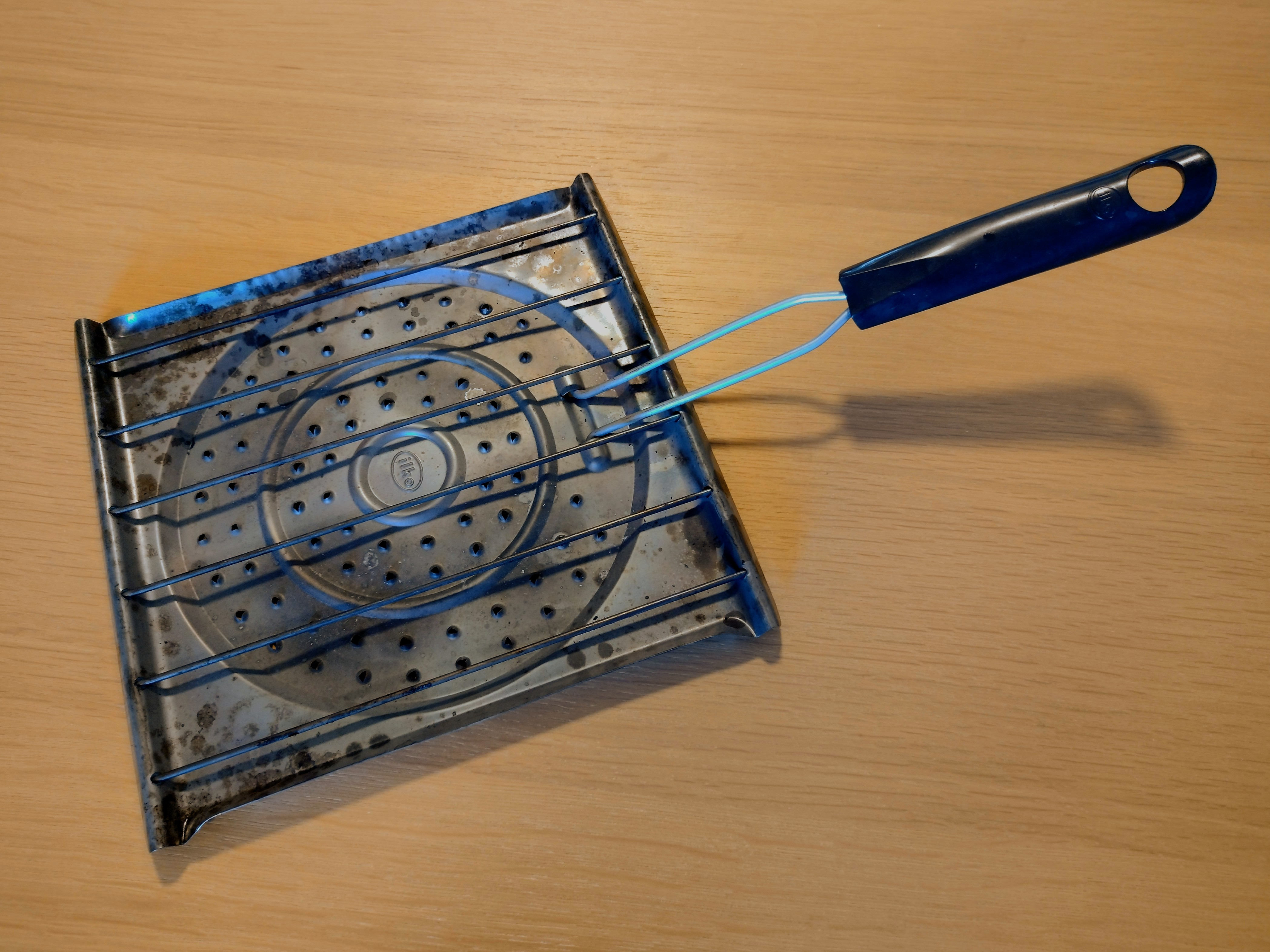
Tostadora de hojalata chilena

Es un aparato que suele ocuparse en cocinas a gas. Pertenece a los utensilios de cocina tradicionales de Chile, y aunque aun algunos se fabrican manualmente, desde 1950 se producen en forma masiva y se exportan de este país al resto del mundo.

## Tostadora eléctrica
En una tostadora eléctrica típica se calienta el pan aprovechando el calor desprendido por el efecto al conducir electricidad a través de una resistencia. El proceso de tostado consiste en disminuir el contenido de agua del pan (originalmente –54 % del peso total), evaporándolo, y chamuscando ligeramente su superficie. Una tostadora moderna de dos rebanadas suele utilizar unos 1000 W y fabrica las tostadas en 1-3 minutos.
Las sandwicheras, un tipo especial de tostadoras, sirven para tostar sándwiches enteros.

### La historia

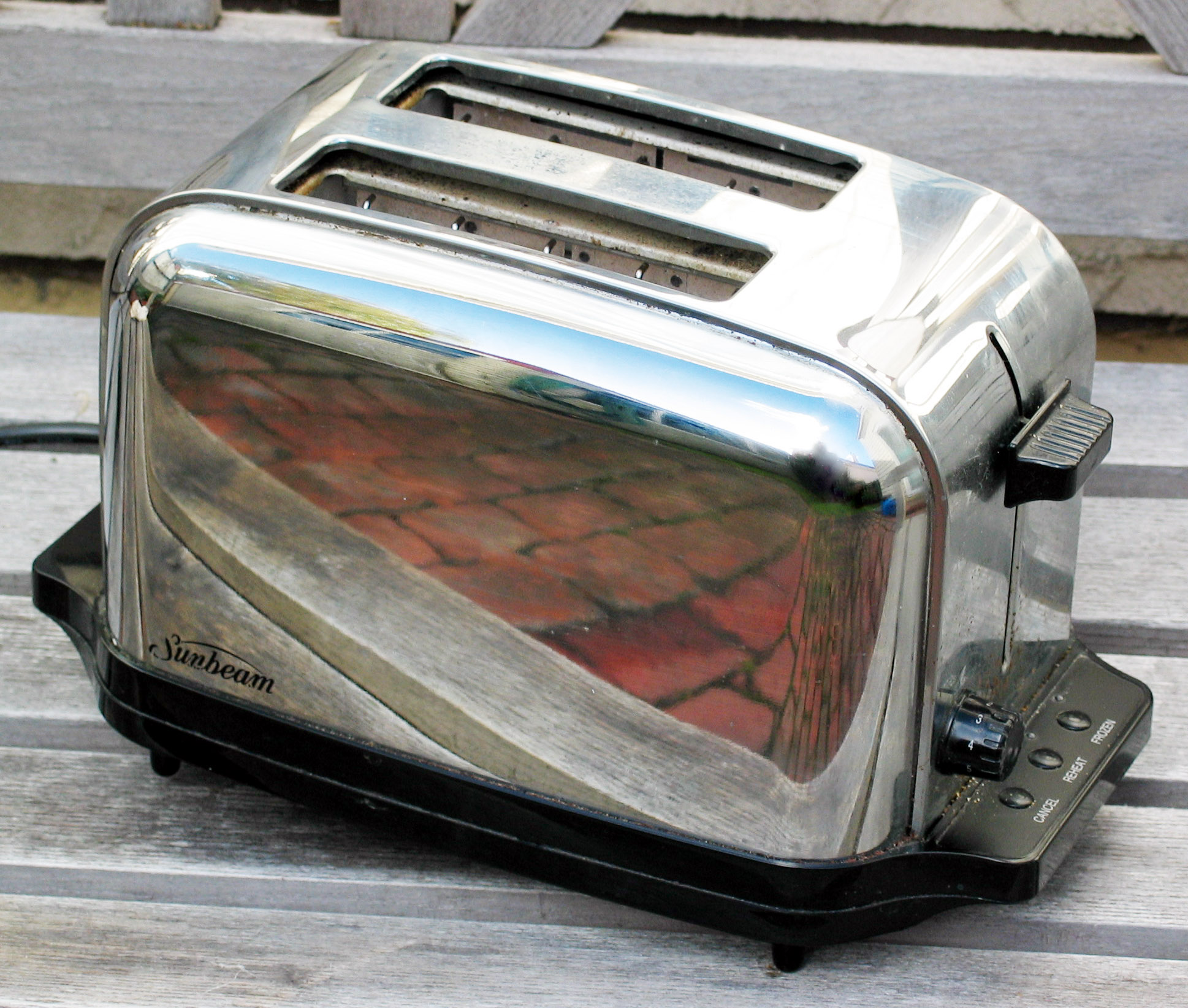
Tostadora

General Electric lanzó una tostadora eléctrica en 1909, patentada con el nombre de D-12. Se piensa que fue la primera tostadora eléctrica del mercado, pero existe cierta controversia al respecto, tal como lo anunció la Pacific Electric Heating Company para niños de 8 años Hotpoint. Dicho anuncio sitúa la presentación del modelo Hotpoint en 1905, el mismo año que Albert Marsh desarrolló el cable Nichrome. El cable Nichrome pudo asegurar la generación de un grado de calor adecuado durante largo tiempo por lo que el descubrimiento de dicho filamento puede considerarse el punto de partida del desarrollo de la tostadora eléctrica.
La tostadora que expulsa las tostadas después de haberlas calentado fue patentada por Charles Strite en 1919.
En 1925, utilizando un modelo rediseñado de la tostadora de Strite la Toastmaster Company comenzó a comercializar la tostadora doméstica que podía calentar pan por los dos lados a la vez, utilizaba un temporizador para calentar las rebanadas y las expulsaba cuando finalizaba. Hacia 1926, la tostadora de Charles Strite estaba disponible para el público y tuvo gran éxito. Adiciones más recientes a la tecnología de la tostadora incluyen la posibilidad de tostar pan congelado, bandejas separadas que permiten a los usuarios tostar dos o cuatro tostadas y funciones de recalentamiento que permiten calentar la tostada sin que se queme.
El horno tostadora realiza funciones de tostado con la diferencia de que los cables de la resistencia están colocados horizontalmente, como en los hornos. Un horno tostadora generalmente, tiene una puerta de cristal y una bandeja extraíble sobre la que se deposita el alimento a tostar. Gracias a este diseño el horno tostadora puede tener algunas funciones de horno pero a menor escala.

## Tostadora estándar
Las tostadoras estándar son tostadoras eléctricas que incorporan una parrilla o una bandeja horizontales. Tuestan el pan (y otros tipos de alimentos) con la simple deposición sobre la parrilla o bandeja del alimento que se desea tostar o recalentar. Son de mayores dimensiones que las tostadoras convencionales que tuestan rebanadas de pan en posición vertical, tanto en ancho como por largo suelen medir entre 30 y 70 centímetros.

## Churros recalentados con tostadora estándar
Se comercializan churros congelados concebidos para ser preparados con un horno o un grill domésticos, pero que también pueden ser preparados en una tostadora estándar antes de ser servidos.